# Mars 6
Mars 6 (Russisch: Марс 6) was een Russische onbemande ruimtevlucht naar de planeet Mars. Doel van deze missie was om een lander naar de planeet te vervoeren om een zachte landing uit te voeren.
Deze missie beschikte niet over een orbiter. Na afstoten van de lander zou het resterende deel van de sonde Mars voorbijvliegen.

## Ruimterace
Na het debacle van Mars 2 en 3 zonnen de Russen op nieuwe pogingen om de eerste zachte landing op de rode planeet uit te voeren. De race naar de maan verloren ze weliswaar in 1969, maar door de Koude oorlog was de ruimterace nog steeds in volle gang.
De NASA liet door beperkte financiële middelen het lanceervenster van 1973 voor wat het was. Nu zagen de Sovjets hun kans schoon om hun concurrenten af te troeven door een belangrijke primeur binnen te halen: de eerste zachte landing op de rode planeet.

## Lanceervenster
Het lanceervenster (voor Mars ongeveer om de twee jaar) van 1973 was aanzienlijk minder gunstig dan dat van 1971. De afstand tussen de Aarde en Mars tijdens oppositie was groter dan voorheen. Dit kwam doordat Mars een elliptischer baan om de Zon beschrijft dan de Aarde, hetgeen resulteert in wisselende onderlinge afstanden tussen deze planeten. Hoe kleiner de afstand, des te meer gewicht kan de draagraket naar de planeet sturen.

## Te zware verkenner
Doordat Mars in 1973 relatief verder weg stond, kon de Sovjet-Unie niet simpelweg volstaan met het lanceren van een kopie van Mars 2/3. Dit type verkenner met een gewicht van ruim 4½ ton was nu te zwaar. Zowel een lander meevoeren als genoeg brandstof voor de remraket (om in een baan rond Mars te komen) meenemen bleek dit keer onmogelijk. De ontwerpers hadden de keus om óf voldoende brandstof voor de afremming mee te nemen óf een lander te transporteren. Lastig, want de communicatie van de lander met de vluchtleiding op aarde verliep normaliter via een rondcirkelende orbiter.

## Nieuwe ontwerpen
Maar nu grepen de partijbonzen in. Het Politburo zat na het fiasco van Mars 2 en Mars 3 dringend om resultaten verlegen. Het Kremlin stelde fondsen voor de bouw van vier verkenners beschikbaar om de Amerikanen voor te zijn.
De Russen besloten tot de bouw van twee verschillende types verkenner. Dit was opmerkelijk, want zowel hun Mars 2 en 3 als de Amerikaanse Viking 1 en 2 maakten gebruik van één type ontwerp met een lander inbegrepen. Van beide types construeerde men twee exemplaren. De Mars 4 en Mars 5 kregen de taak toebedeeld om Mars vanuit een omloopbaan te onderzoeken en borg te staan voor communicatie van de landers met de aarde. Mars 6 en Mars 7 daarentegen zouden Mars slechts voorbijvliegen om een landingsschotel tijdens hun passage te ontkoppelen. Deze landers moesten vervolgens een zachte landing uitvoeren.

## Communicatie-schepen
De Amerikanen roken trouwens wel degelijk lont wat de Russen (letterlijk en figuurlijk) in hun mars hadden; begin juli 1973 kozen zes Russische communicatieschepen het ruime sop. Op deze wijze konden de Russen langdurig contact met hun verkenners onderhouden, wat anders niet mogelijk was (door rotatie van de aarde) omdat zij niet over zo'n uitgebreid netwerk van grondstations als NASA beschikten. Toen deze op 11 juli 1973 ook nog eens een extra communicatiesatelliet omhoogschoten om de verbindingen tussen die schepen en het vluchtleidingscentrum te onderhouden wist het Witte Huis voldoende: hun communistische vakbroeders waren hen een kool aan het stoven.

## Technische uitrusting

### Gewicht
Deze verkenner woog in totaal 3260 kg, de lander woog 635 kg.

### Wetenschappelijke instrumenten moederschip
- Telefotometer, om opnames van Mars te maken.
- Lyman-alpha sensor, om waterstof in de bovenste atmosfeerlagen op te sporen.
- Magnetometer.
- Detectoren voor kosmische straling.
- Detector voor micrometeorieten.
- Zonneradiometer om radiogolven met lange golflengte van de zon te meten (geleverd door Frankrijk).
- Instrumenten om de zonnewind en het effect van Mars hierop te meten.
- Occultatie-experiment met betrekking tot Martiaanse ionosfeer en atmosfeer.[5]

### Wetenschappelijke instrumenten lander
- Radiohoogtemeter.
- Versnellingsmeter, om de atmosferische dichtheid tijdens de afdaling te meten.
- Panoramische telefotometer om de omgeving rond de lander in kaart te brengen.
- Thermometer.
- Windmeter.
- Drukmeter.
- Dichtheidsmeter.
- Massaspectrometer, om de samenstelling van de Marsatmosfeer te bepalen.
- Bodemanalyse-apparatuur.[5]

## Missieverloop

### Lancering
Mars 6 werd gelanceerd op 5 augustus 1973 met een Proton draagraket vanaf Bajkonoer.

### Aankomst bij Mars
Na een koerswijziging op 13 augustus 1973 kwam de sonde op 12 maart 1974 aan bij Mars. Op een afstand van 48.000 km ontkoppelde Mars 6 zijn lander. Het moederschip had hiermee zijn werk gedaan en vloog de rode planeet voorbij op een afstand van 1600 km, waarna het in een heliocentrische baan kwam.

### Afdaling
De lander dook met een snelheid van 20.160 km/u de atmosfeer in. Het verzond gegevens naar het moederscheepje die het doorseinde naar de Aarde. Ruim 2½ minuut later, toen de snelheid door aerodynamische afremming tot 2160 km/u was verminderd, opende de remparachute zich. Ruim vijf minuten nadat de verkenner de Martiaanse atmosfeer binnendrong hielden de signalen op. Dit gebeurde óf op het moment dat de remraketjes aansloegen óf omdat Mars 6 met een snelheid van 220 km/u tegen de rode planeet te pletter sloeg op een positie van 25° W 24° Z.

### Reden van de crash
Door een ontwerpfout in een chip raakte het computersysteem tijdens de vlucht naar Mars defect. Helaas bleek daardoor tevens een groot deel van de door de lander verzonden gegevens onleesbaar. Gelukkig leverde de onfortuinlijke afloop van Mars 6 toch nog enige nuttige gegevens op. Overigens is een ontploffing in het toestel tijdens de afdaling ook een mogelijke reden voor het falen van de missie.

## Wetenschappelijke resultaten

### Moederschip
Het moederscheepje verrichtte tijdens zijn passage een radio-occultatie proef. In combinatie met de ontvangen gegevens van Mars 4 en Mars 5 toonde dit het bestaan van een ionosfeer aan de nachtzijde van Mars met op 110 km hoogte een maximale dichtheid van 4600 elektronen per cm³. De luchtdruk nabij het oppervlak bleek 6,7 mbar.

### Lander
Mars 6 verzond tijdens de afdaling gedurende 148 seconden gegevens over de atmosfeer. Dit waren de eerste rechtstreekse metingen in de Marsatmosfeer. Geleerden konden een model maken van de troposfeer van de basis van de stratosfeer op 25 km hoogte (temperatuur 150 K) naar het oppervlak (temperatuur 230 K). Ook de dichtheid van de atmosfeer kon worden bepaald tussen 12 en 82 km hoogte. De luchtdruk aan de oppervlakte bedroeg 6 mbar en de dampkring leek meer waterdamp te bevatten dan tot dan toe werd aangenomen. Helaas zond Mars 6 geen gegevens van de samenstelling van de Marsatmosfeer over. De massaspectrometer sloeg de data tijdelijk op, om deze na landing door te seinen. Door de harde smak waarmee de verkenner op Mars terechtkwam gingen deze gegevens grotendeels verloren. Opmerkelijk was wel dat Mars 6 grote moeite leek te hebben om enkele boordinstrumenten leeg te pompen. Dit leidde tot de (foutieve) aanname van de aanwezigheid van een grote hoeveelheid argon in de Martiaanse atmosfeer die wetenschappers inschatten op 25% à 45%. De werkelijke hoeveelheid argon bleek later slechts 1,6%.